# Viktor Grishin
Viktor Vasilyevich Grishin (em russo:  Ви́ктор Васи́льевич Гри́шин; 18 de setembro de 1914 – 25 de maio de 1992) foi um político soviético, conhecido por sua linha dura dentro das discussões partidárias, exercidas principalmente durante a Era da Estagnação.

Seu mais alto cargo foi a associação ao Politburo da União Soviética, entre 1971 e 1986, após dez anos como candidato.
Nasceu em Serpukhov, Moscou, entre 1938 e 1941, serviu ao Exército Vermelho, e em 1941 torna-se funcionário do Partido Comunista, em 1967, alcança sua aspiração e torna-se líder do partido na região de Moscou.

Ficou conhecido por suas atitudes duras, como nas eleições para presidente do Soviete Supremo, em 1985, Grishin fez com que o já doente terminal Konstantin Chernenko votasse por ele, marcando para sempre a carreira de Grishin.

Mesmo com o voto de Chernenko, Grishin perdeu a eleição de 1985 para Gorbachov, e mais tarde se tornaria um fraco apoiante do novo presidente.

Mais tarde, Gorbachov expulsaria Grishin do partido.
Em uma entrevista para o jornal conservador russo A Jovem Guarda, em 1991, Grishin declarou que o único motivo de sua derrota foram os pensamentos da juventude do partido, citando inclusive Igor Ligachev, o mesmo que articulou o golpe contra Gorbachov, em 1991, mas que inicialmente detinha apoio de Gorbachov, e acrescentou que o temiam como o chefe do partido, pois eles sabiam que perderiam seus cargos."
Aos 78 anos de idade, morre Viktor Grishin, que por seus atos heróicos durante a Grande Guerra Patriótica é enterrado na Necrópole da Muralha do Kremlin.

O então retirado Grishin, extremamente conservador foi substituído por  Bóris Iéltsin, totalmente liberal, como líder do partido comunista em Moscou.